# Acacesia tenella
Acacesia tenella là một loài nhện trong họ Araneidae.
Loài này thuộc chi Acacesia. Acacesia tenella được Ludwig Carl Christian Koch miêu tả năm 1871.